# PIECE OF MY SOUL
『PIECE OF MY SOUL』（ピース・オブ・マイ・ソウル）はWANDSの4枚目のアルバム。

## 概要
東芝EMIからB-Gram RECORDSに移籍後初のアルバムで、上杉昇（ボーカル）、柴崎浩（ギター）在籍最後のオリジナルアルバム。
初回盤は赤青2種類の帯があり、背文字の「WANDS」表記も従来使用されていたロゴになっている（通常盤の帯は作品名と同じ字体）。
アルバムの全体像として上杉は「吠えてるだけ、攻撃的なのだけがロックじゃない。繊細な部分もはらんでるんだっていうのを表現したかった。」と述べている。
また、ダイナミクスの点で課題が生じたが、この課題は同年12月リリースされたシングル「Same Side」でクリアできたという。
後に本作のアウトテイクである「ささやかな愛情」が『vocal compilation 90's hits Vol.1〜male〜 at the BEING studio』に、「太陽のため息」が『BEST OF WANDS HISTORY』に収録された。

## 音楽性
ロック色の強い楽曲がほとんどであり、シングル曲以外は各メンバーの自作曲である。上杉は「気分的には今回が1stアルバムみたいな感覚もある」とインタビューで述べている。また、上杉は「バンド的なサウンドで主張しあってる音を作りたかった」と述べており、これまでのアルバムとは異なり、収録曲のほとんどがドラムとベースを加えたバンド形態での録音となっている。そのため、公式サイトでは「ポップなサウンドを要求するファンと、ロックな世界への傾倒を歓迎するファンの間で賛否両論を呼ぶ問題作」と紹介されていた。
上杉は発売後のインタビューで「今回のアルバムはかなり自分本意かもしれない。でも、その自分を受け入れられたときの喜びは、きっと今までより何十倍も大きいと思う」と述べ、収録曲の多数の作曲を務めた柴崎は「自分たちが演りたいことは自分が一番わかっている。そして上杉が表現したいことを意識し、上杉が歌ってカッコいいもの、そういうメロディーや雰囲気を重視しながら曲作りをした」と語っている。

## レコーディング
レコーディングは本作発表の前年1994年の6月から始まり1995年の2月頃に終わったが、その後の最終的な選曲やミックスのテイク選びなどの細かい作業を行い3月頃に完成した。アルバム制作にこれまで以上に時間がかかったことについて上杉は「『世界が終るまでは…』を出した事でこれまで書いてきた歌詞の方向性やテーマが一段落し、歌詞の幅を広げることと、それに伴い曲調も変化していったことで、理想を追求した結果時間がかかってしまった」と述べている。

## 売上記録
1995年5月8日付のオリコンチャートにて初登場1位を獲得。日本レコード協会の集計では、本作までWANDSのアルバムは3作連続のミリオンセラーとなり、第2期WANDSが出したオリジナル・アルバムは、全てミリオンヒットを達成した。

## 批評
| 専門評論家によるレビュー | 専門評論家によるレビュー |
| レビュー・スコア         | レビュー・スコア         |
| 出典                     | 評価                     |
| ------------------------ | ------------------------ |
| CDジャーナル             | 肯定的                   |

CDジャーナルは、「腕利きリズム隊、青山純と渡辺直樹をゲストに迎えた4枚目。シングル・ヒットの『Secret Night 〜It's My Treat〜』以下、よ〜くこなれたWANDS流ロック歌謡を大展開。ツボをおさえた葉山たけしのアレンジが光る。派手にキメてるvoとgのサポートに徹しているKeyの木村氏が健気だ。」と批評した。

## 収録曲
| 全作詞: 上杉昇、全編曲: 葉山たけし（except M-6 編曲：池田大介）。 |                                        |           |                |      |
| #                                                                 | タイトル                               | 作詞      | 作曲           | 時間 |
| 1.                                                                | 「FLOWER」                             | 上杉昇    | 柴崎浩         | 5:13 |
| 2.                                                                | 「Love & Hate」                        | 上杉昇    | 柴崎浩         | 4:18 |
| 3.                                                                | 「世界が終るまでは…」                  | 上杉昇    | 織田哲郎       | 5:15 |
| 4.                                                                | 「DON'T TRY SO HARD」                  | 上杉昇    | 柴崎浩         | 3:52 |
| 5.                                                                | 「Crazy Cat」                          | 上杉昇    | 柴崎浩         | 5:08 |
| 6.                                                                | 「Secret Night 〜It's My Treat〜」     | 上杉昇    | 栗林誠一郎     | 5:24 |
| 7.                                                                | 「Foolish OK」                         | 上杉昇    | 柴崎浩         | 4:10 |
| 8.                                                                | 「PIECE OF MY SOUL」                   | 上杉昇    | 柴崎浩・上杉昇 | 4:34 |
| 9.                                                                | 「Jumpin' Jack Boy 〜Album Version〜」 | 上杉昇    | 栗林誠一郎     | 3:48 |
| 10.                                                               | 「MILLION MILES AWAY」                 | 上杉昇    | 木村真也       | 4:43 |
| 合計時間:                                                         | 合計時間:                              | 合計時間: | 46:25          |      |

## 楽曲解説
- シングル収録曲の詳細は、各項目を参照。

1. FLOWER
  - 上杉のソロライブでも披露されている。詞の内容は上杉曰く「妨害への怒り」。
  - 2025年に発売されたミニ・アルバム『TIME STEW』に「FLOWER [WANDS第5期ver.]」として収録された[6]。
2. Love & Hate
  - 冒頭のタイトルコールは、上杉によるもの。
3. 世界が終るまでは…
  - 8thシングル。
4. DON'T TRY SO HARD
  - 当アルバムの中で最後に録音された。上杉が2013年のライブでセルフカバー。
5. Crazy Cat
6. Secret Night 〜It's My Treat〜
  - 9thシングル。
7. Foolish OK
8. PIECE OF MY SOUL
  - 上杉が作曲に携わるのは『時の扉』収録の「Keep My Rock'n Road」以来2度目となった。共作での作曲は初となる。柴崎が作成したAメロのモチーフを上杉が気に入り、そこから2人で一緒に制作した。柴崎は新たな作曲方法を見つけたとコメントしている[4]。
  - 2022年12月14日、上杉がソロ名義で発売したシングル「世界が終るまでは…」のカップリングに新たにレコーディングしたものが収録された[7]。
9. Jumpin' Jack Boy 〜Album Version〜
  - 7thシングル。
  - シングルバージョンとは異なるハードロック調のアレンジ。リズム隊が打ち込みから生楽器演奏に変更されている。
10. MILLION MILES AWAY
  - 木村が初めて作曲を手がけた作品。
  - 後に、1997年に発売された第3期WANDSのベストアルバム『WANDS BEST 〜HISTORICAL BEST ALBUM〜』でリテイクされた。編曲はWANDS名義でクレジットされている。
  - また再結成を果たした第5期でもリテイクされる｡19thシングル『YURA YURA』の名探偵コナン版、7thアルバム『Version 5.0』に収録され、こちらは柴崎が編曲を手掛けている｡
  - これでWANDSに携わった全てのボーカル(上杉昇、和久二郎、上原大史)によってレコーディングされた唯一の楽曲となった｡

## 参加ミュージシャン

### WANDS
- Vocal：上杉昇
- Guitar：柴崎浩
- Keyboards：木村真也

### ゲストミュージシャン
- Drums：青山純
- Bass：渡辺直樹
- Chorus：生沢佑一 from TWINZER (#5,#7), 大黒摩季 (#3,#9), 鈴木康志 (#4)
- Bitch Voice：Bille Cade (#6)
- Soft Voice：Joyce Goit (#6)
- Affirmative Voice：Terry Jone (#6)